# Пернелл Шульц
Пернелл Шульц (англ. Pernell Schultz, нар. 7 квітня 1994, Джорджтаун) — гаянський футболіст, півзахисник клубу «Поліс» (Джорджтаун). Виступав, зокрема, за «Фрута Конкерорс», а також національну збірну Гаяни.

## Клубна кар'єра
У дорослому футболі дебютував 2011 року виступами за команду «Фрута Конкерорс», в якій провів один сезон. Своєю грою за цю команду привернув увагу представників тренерського штабу клубу «Реал» (Маракас), до складу якого приєднався 2012 року. Відіграв за команду наступні два сезони своєї ігрової кар'єри. 2014 року уклав контракт з клубом «Каледонія Ей-Ай-Ей», у складі якого провів наступний рік своєї кар'єри. У чемпіонаті Тринідаду і Тобаго відзначився 19 голами. З 2015 року один сезон захищав кольори клубу «Морва Каледонія Юнайтед». Протягом 2016 року захищав кольори клубу «Альфа Юнайтед». З 2016 року знову, цього разу два сезони, захищав кольори клубу «Фрута Конкерорс». З 2018 року один сезон захищав кольори клубу «Вестерн Тайгерс».
До складу клубу «Поліс» (Джорджтаун) приєднався 2020 року. 

## Виступи за збірну
2012 року дебютував у складі національної збірної Гаяни.
У складі збірної був учасником Золотого кубка КОНКАКАФ 2019 року.

### Голи за збірну
Рахунок та результат збірної Гаяни в таблиці подано на першому місці.
| №  | Дата            | Місце                                           | Суперник          | Рахунок | Результат | Змагання                      |
| -- | --------------- | ----------------------------------------------- | ----------------- | ------- | --------- | ----------------------------- |
| 1. | 29 березня 2015 | Провіденс стедіум, Провіденс, Гаяна             | Гренада           | 1–0     | 2–0       | Товариський матч              |
| 2. | 29 березня 2015 | Провіденс стедіум, Провіденс, Гаяна             | Гренада           | 2–0     | 2–0       | Товариський матч              |
| 3. | 14 жовтня 2019  | Синтетік Трек енд Філд Фасиліті, Леонора, Гаяна | Антигуа і Барбуда | 5–1     | 5–1       | Ліга націй КОНКАКАФ Б 2019/20 |

## Досягнення
«Каледонія Ей-Ай-Ей»
- Про-ліга Тринідаду і Тобаго
  -  Срібний призер (1): 2012/13